# Michael Köhler (Autor)

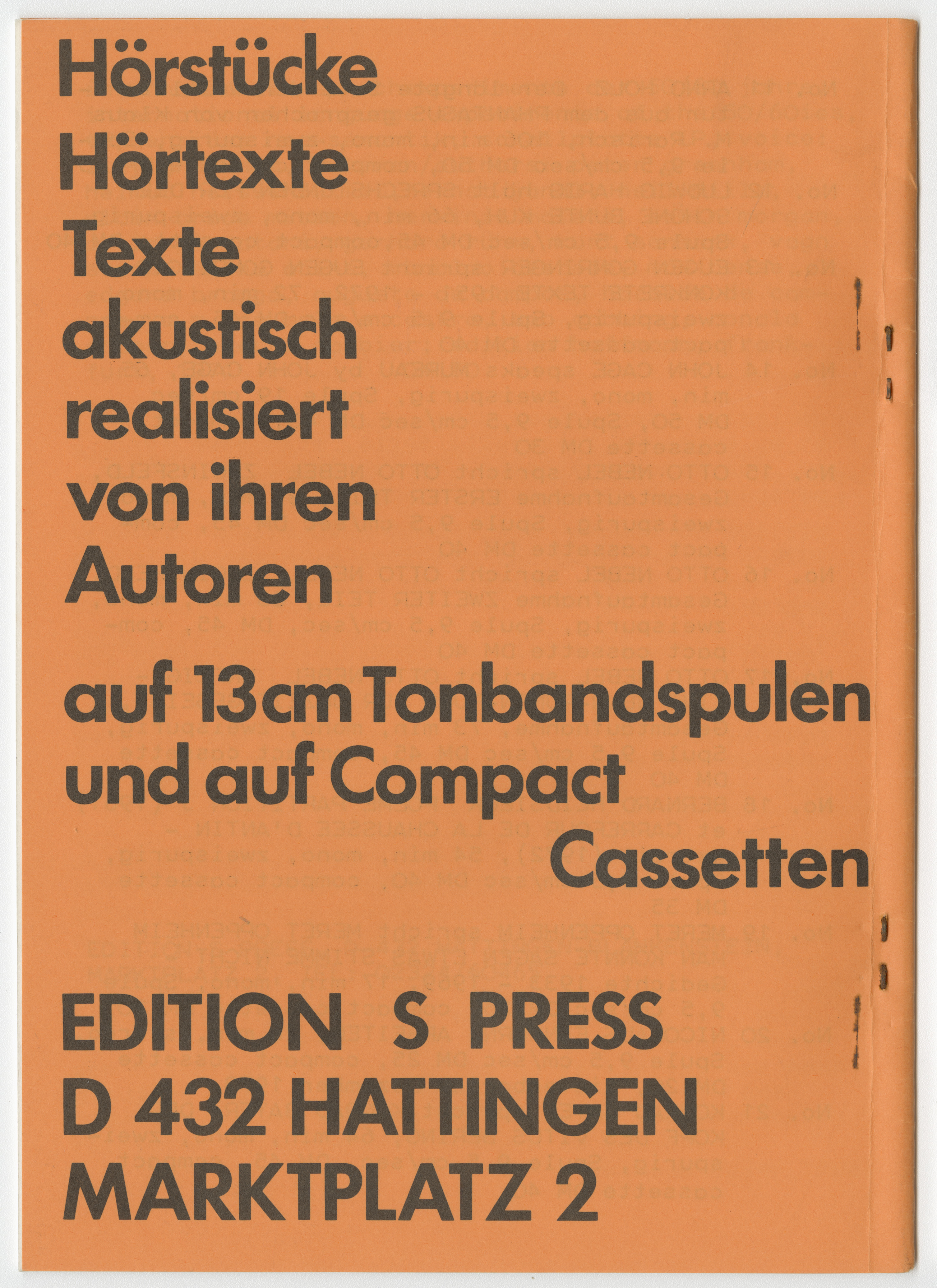
edition s press, Rückseite Katalog, Anfang 1970er Jahre

Michael Köhler (* 5. August 1946 in Siegen; † 2. Mai 2005 in München) war ein deutscher Literaturwissenschaftler, Autor, Verleger und Ausstellungskurator.

## Leben
Michael Köhler wurde am 5. August 1946 in Siegen geboren. Sein Vater war der Maler und Lyriker Reinhold Koehler (1919–1970). Er studierte von 1968 bis 1973 Amerikanistik, Anglistik, Germanistik sowie Politikwissenschaft in München. In den Jahren 1973 und 1974 folgten Studienaufenthalte in den USA: An der Yale-Universität in New Haven belegte er Kurse in amerikanischer Literaturwissenschaft, Kunst- und Architekturgeschichte. Während eines Forschungsaufenthaltes an der Universität Connecticut in Storrs arbeitete Köhler in der Charles Olson Research Collection. Eine Dissertation über Charles Olson, an der er in München von 1975 bis 1977 arbeitete, blieb unvollendet. In den Jahren von 1973 bis 1977 sowie später noch einmal 2001, war Köhler Lehrbeauftragter für Amerikanistik an der Ludwig-Maximilians-Universität München und 1980 Dozent beim Sommerkurs der Jack Kerouac School of Disembodied Poetics in Boulder, Colorado. Von 1980 bis 1984 betrieb er weiterführende Studien in Medientheorie und Kunstgeschichte in München. Neben der Lehrtätigkeit an der Universität arbeitete Köhler seit 1977 als freiberuflicher Journalist für Zeitschriften und Rundfunk. Schon seit 1972 war er Mitherausgeber der in den Anfangsjahren in Hattingen ansässigen Edition S Press, einer Tonband- und Kassettenserie mit Aufnahmen von Lesungen von Vertretern der Beat Generation und zeitgenössischer Autoren, vorwiegend aus dem Bereich der modernen Lyrik, der Lautpoesie beziehungsweise Konkreten Poesie. Das Firmenkonzept beruhte auf „Internationalität“ und „Authentizität“, wobei Letzteres die Beteiligung am Produktionsprozess, sei es durch Einlesen oder durch Regiearbeit, meinte. Thematisch dazu passende Bücher und Schallplatten anderer Verlage ergänzten das Mailorder-Sortiment. Hervorgegangen war die Edition S Press aus einer Galerie, die Köhlers Schwester Angela seit 1969 mit ihrem damaligen Lebenspartner Nicolaus Einhorn zusammen mit dem Künstler Axel Knipschild geführt hatte. Das „S“ kam vom Straßennamen der ersten Adresse und das „Press“ rührte von den verlegten Grafikeditionen her. Der Name wurde beibehalten, obwohl sich 1970 die Ausrichtung zu wandeln begonnen hatte.
1980 übernahm Köhler – von München aus – die alleinige Herausgeberschaft von S Press und gründete gemeinsam mit Wolfgang Mohrhenn die Agentur S Press. Das Vertriebsunternehmen S Press Distribution kam 1998 hinzu. Ab 1984 war Michael Köhler als freiberuflicher Ausstellungskurator mit den Schwerpunkten Fotokunst und Moderne Literatur (Projektbüro Köhler+Partner) tätig. Er realisierte zahlreiche Ausstellungen und dazugehörige Publikationen, unter anderem Allen Ginsberg – Reality Sandwiches (1989) und Call me Burroughs – A Pictorial Biography 1914–1994 (1994). Im Jahr 1997 gründete Köhler ein Online-Museum Moderner Poesie, ein Jahr später entwickelte er Fotorama, eine Informationsplattform für internationale Kamerakunst im Internet. Er war außerdem in der Europäischen Gesellschaft für die Geschichte der Fotografie (ESHPh) aktiv.
Michael Köhler starb am 2. Mai 2005 in München.

## Auf Tonträger verlegte Künstler (Auswahl)
| - Charles Amirkhanian - Konrad Bayer - Michael Brownstein - Michael Buselmeier - John Cage - Henri Chopin - Philip Corner - Robert Creeley - Christoph Derschau - François Dufrêne - Nicolaus Einhorn - Terry Fox | - Lawrence Ferlinghetti - Hartmut Geerken - Allen Ginsberg - John Giorno - Eugen Gomringer - Brion Gysin - Ludwig Harig - Raoul Hausmann - Bernard Heidsieck - Helmut Heißenbüttel - Arno Holz | - Ernst Jandl - Matthyas Jenny - Ted Joans - Arrigo Lora Totino - Jackson Mac Low - Lewis MacAdams - Friederike Mayröcker - Michael McClure - Charlie Morrow - Maurizio Nannucci - Otto Nebel | - Meret Oppenheim - Peter Orlovsky - Oskar Pastior - Dmitri Alexandrowitsch Prigow - Jerome Rothenberg - Gerhard Rühm - Herbert Schuldt - Patti Smith - Gary Snyder - August Stramm - Anne Waldman |

## Buch-Herausgeberschaften
- 1985: Das Aktfoto. Ansichten vom Körper im fotografischen Zeitalter. Herausgegeben von Michael Köhler und Gisela Barche. Verlag C. J. Bucher, München/Luzern.
- 1989: Das konstruierte Bild. Fotografie – arrangiert und inszeniert. Herausgegeben von Michael Köhler mit Texten von Zdenek Felix, Michael Köhler und Andreas Vowinckel zur Fotokunst der 80er Jahre. Edition Stemmle, Schaffhausen/Zürich/Frankfurt/Düsseldorf. ISBN 3-7231-0397-9.
- 1989: Allen Ginsberg – Reality Sandwiches. Dirk Nishen, Berlin. ISBN 3-88940-043-4.
- 1990: Der Eiffelturm. Geschichten, Kuriositäten und Fakten um den berühmtesten Turm der Welt. (= Heyne allgemeine Reihe. Nr. 7940). Heyne, München. ISBN 3-453-03649-2.
- 1991: Akte. Eine Geschichte der erotischen Fotografie. (= Heyne-Sachbuch. Nr. 151). Heyne, München. ISBN 3-453-04459-2.
- 1994: Burroughs – Eine Bild-Biographie. Dirk Nishen, Berlin. ISBN 3-88940-092-2.

## Kuratierte Ausstellungen
- 1985: Das Aktfoto. Ansichten vom Körper im fotografischen Zeitalter, Münchner Stadtmuseum, München, anschließend Wanderausstellung.
- 1988: Ruth Bernhard – The Eternal Body, Wanderausstellung.
- 1989: Allen Ginsberg – Reality Sandwiches, Wanderausstellung.
- 1989: Das konstruierte Bild. Fotografie arrangiert und inszeniert, Kunstverein München, anschließend Wanderausstellung.
- 1990: David Levinthal – Hitler Moves East, Wanderausstellung.
- 1991: Sandy Skoglund. A Retrospective 1975–1991, mehrjährige europäische Wanderausstellung.
- 1993: Hans Namuth – New York Artists/Künstler in New York, Martin-Gropius-Bau, Berlin.
- 1993: Strength & Beauty. German Nudist Photography 1905–1945, Wanderausstellung.
- 1993: Made in Germany. German Photo-Art of the 1980ies, Goethe Haus Bergen/Goethe Haus Oslo.
- 1994: Call me Burroughs – A Pictorial Biography 1914–1994, Wanderausstellung.
- 1994: Marion Post-Wolcott. The Better Years – Photographs from the FSA-Assigments 1938–1941, Wanderausstellung.
- 1994/95: American Studies. Dokumentarische Fotokunst in den USA 1930 bis 1980, Praterinsel, München.
- 1995: Arthur Tress. The Wurlitzer Trilogy. Three Narrative Photo-Sequences 1980–1994, Wanderausstellung.
- 1995: Lois Greenfield. Taking Leaps. Dance Photography 1984–1995, Wanderausstellung.
- 1999: Ansichten vom Künstler. Eine Typologie in Kameraporträts seit 1945, Wanderausstellung.
- 2003: Hyperreal. – Inszenierte Fotokunst seit 1990, Galerie Objekte, München.
- 2003: Stefan Moses. Das Tier und sein Mensch, Haus der Fotografie, Burghausen, anschließend Wanderausstellung.
- 2003: Archicad. Virtuelle Baukunst, media.ART.zentrum, Erlangen, anschließend Wanderausstellung.
- 2003: True Fictions. Inszenierte Fotokunst der 1990er Jahre, Stadtgalerie, Saarbrücken.
- 2005: Zufall und Kalkül. Das ungegenständliche Lichtbild heute, Museum für Konkrete Kunst, Ingolstadt, anschließend Wanderausstellung.